# Траона
Траона (итал. Traona) је насеље у Италији у округу Сондрио, региону Ломбардија.
Према процени из 2011. у насељу је живело 2441 становника. Насеље се налази на надморској висини од 226 м.

## Становништво
| 1931. | 1936. | 1951. | 1961. | 1971. | 1981. | 1991. | 2001. |
| ----- | ----- | ----- | ----- | ----- | ----- | ----- | ----- |
| 1.274 | 1.297 | 1.353 | 1.422 | 1.578 | 1.725 | 1.922 | 2.187 |